# Schwere Panzer-Abteilung 502
De Schwere Panzer-Abteilung 502 / Schwere Panzer-Abteilung 511 was een zelfstandig opererend Duits tankbataljon in de Tweede Wereldoorlog. Het bataljon was de eerste eenheid die werd uitgerust met zware tanks van het type Tiger I ofwel Panzerkampfwagen VI Ausf. E. De eenheid was actief in de oorlog tegen de Sovjet-Unie aan het Oostfront. Het was een van de meest succesvolle Duitse zwaretankbataljons; het vernietigde 1400 vijandige tanks en 2000 kanonnen.

## Formatie

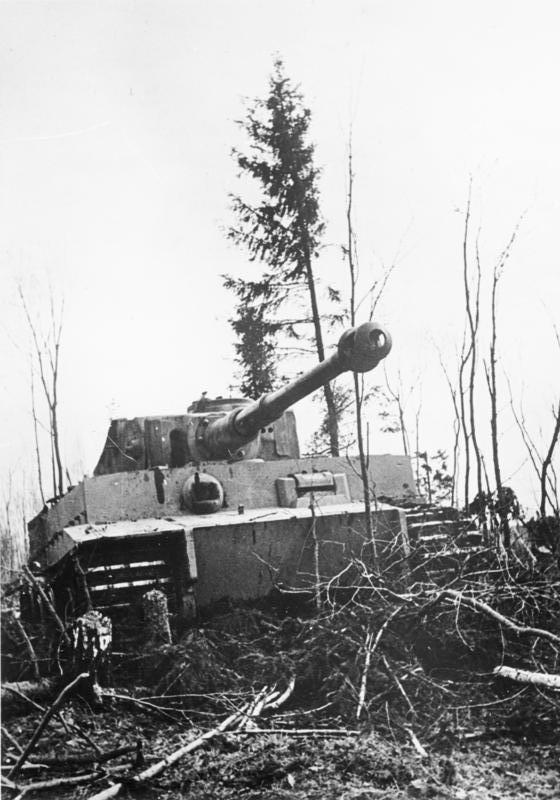
Panzer VI "Tiger I" van de Schwere Panzer-Abteilung 502 in de buurt van Leningrad

Op 25 mei 1942 werd het 502e geformeerd uit de Panzer-Ersatz-Abteilung 35 in Bamberg. Op 23 juli gaf Hitler het bevel om de eerste Tiger I-tanks naar het Leningradfront te sturen. Het 502e was de eerste eenheid die de Tiger I ontving. Op 19 en 20 augustus 1942 werden vier Tiger I geleverd. De eenheid die nu uitgerust was met de zwaarste tank uit die tijd, ging een embleem met een mammoet dragen. Op 29 augustus 1942 arriveerde het 502e aan het Leningradfront, maar het werd niet onmiddellijk ingezet bij de gevechten.

## Operaties

### Tiger I

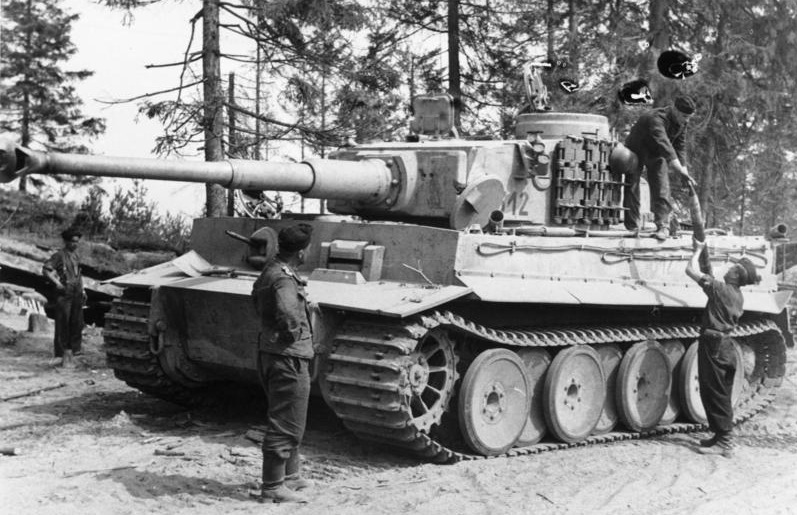
Een Tiger I van het 502e nabij het Ladogameer in augustus 1943

Op 16 september 1942 werd de Tiger I voor het eerst ingezet bij gevechten ten zuiden van het meer Ladoga nabij Leningrad. Op 22 september, tijdens het oversteken van een weg, kwam een Tiger vast te zitten in de modder. Vanwege vijandelijk vuur kon hij niet teruggehaald worden, hoewel meerdere pogingen werden ondernomen. Op 25 november werd de tank vernietigd om te voorkomen dat hij in vijandelijke handen zou vallen. Dit was het eerste verlies van een Tiger-tank. Op 25 september arriveerde meerdere nieuwe Tigers en Panzers III. Deze werden alle gebruikt om er de 1e compagnie mee uit te rusten. In februari 1943 werd nog een aantal Tigers afgeleverd om verloren gegane tanks te vervangen.
Op 14 januari 1943 wisten Sovjettroepen gedurende Operatie Spark nabij Leningrad een Tiger buit te maken. Een ander exemplaar van deze hypermoderne tank werd een aantal dagen later buit gemaakt. Beide Tigers werden overgebracht naar de experimentele tankfaciliteiten te Koebinka waar ze grondig werden geanalyseerd. Het Rode Leger kon daarna strategieën ontwikkelen om meer effectief strijd te leveren met de met deze tank uitgeruste eenheden.
Op 1 april 1943 werden de 2e en 3e compagnie geformeerd. In de tweede helft van mei werden 31 Tigers verscheept naar de eenheid, deze brachten het bataljon op gevechtssterkte. In juni 1943 werden vanwege veranderingen in de organisatie van de zwaretankbataljons, de 1e compagnie compleet uitgerust met Tigers in plaats van een mix van Tigers en Panzers III.
Het 502e vocht in 1943 en 1944 defensieve gevechten aan het Oostfront. Zij opereerde rondom het Ladogameer vanaf juli tot september 1943. En Newel nabij Belarus gedurende november en december 1943, om zo de terugtrekking van Duitse troepen vanuit het gebied rondom Leningrad te dekken. Het 502e verdedigde Narva, Estland van februari tot april 1944. Het 502e vocht in april en mei 1944 in Pskov, en rondom Dunaberg, Letland in juli.

### Tiger II
Het 502e ontving maar verscheidene Tiger II. De laatste 13 Tiger II-tanks die gebouwd werden, werden direct bij de fabriek opgehaald door het personeel van de 3e compagnie uit het 510e en de 3e compagnie van het 502e op 31 maart 1945. Het 502e ontving acht Tiger II en deze werden op 1 april 1945 ingezet in de strijd.

## Schwere Panzer-Abteilung 511
Op 5 januari 1945 werd de Schwere Panzer-Abteilung 502 hernoemd in Schwere Panzer-Abteilung 511. Door het gebrek aan Tiger II, werd het bataljon voorzien met een mix van Tigers I, Tiger II en Hetzer tankjagers. Het vocht aan het Oostfront tot 27 april waarna het bataljon ontbonden werd. Op 9 mei gaf het zich over aan het Rode Leger. Tegen die tijd had het bataljon 105 Tiger I en acht Tiger II uitgeleverd gekregen, en claimde de vernietiging van 1400 tanks en 2000 kanonnen.

## Succesvolle tankcommandanten
- Otto Carius (zou meer dan 150 tanks vernietigd hebben, het exacte aantal is onbekend)
- Johannes Bölter (zou meer dan 139 tanks vernietigd hebben, het exacte aantal is onbekend)
- Albert Kerscher (zou meer dan 100 tanks vernietigd hebben, het exacte aantal is onbekend)
- Alfredo Carpaneto (zou meer dan 50 tanks vernietigd hebben, het exacte aantal is onbekend)[12]
- Heinz Kramer (zou meer dan 50 tanks vernietigd hebben, het exacte aantal is onbekend)[12]
- Johann Muller (zou meer dan 50 tanks vernietigd hebben, het exacte aantal is onbekend)[12]

## Commandanten

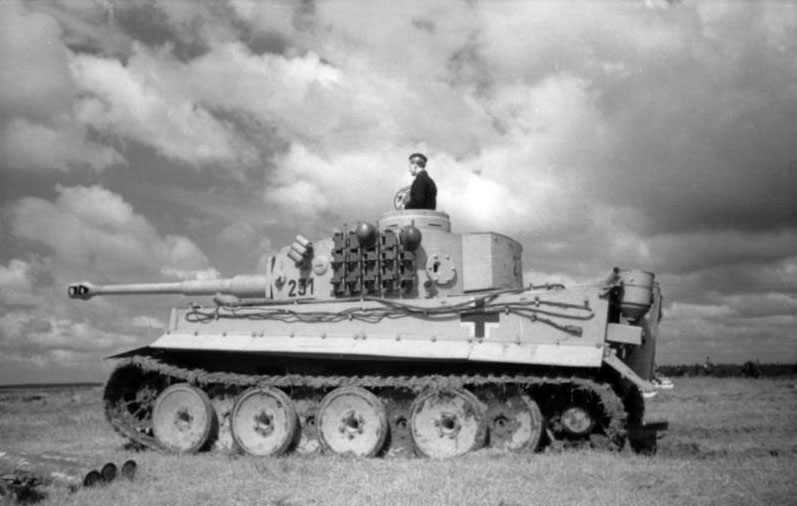
Tiger 231, de eerste tank van 3.Zug van de 2.Kompanie in juni 1943

- Major Richard Märker (augustus - november 1942)
- Hauptmann Arthur Wollschläger (november 1942 - februari 1943)
- Major Richter (februari - juli 1943)
- Hauptmann Friedrich Schmidt (juli - augustus 1943)
- Hauptmann Lange (augustus - oktober 1943)
- Major Willy Jähde (oktober 1943 - maart 1944)
- Major Hans-Joachim Schwaner (april - augustus 1944)
- Hauptmann Ferdinand von Foerster (augustus 1944 - april 1945)